# اچ‌ام‌اس اسکات (اچ۱۳۱)
اچ‌ام‌اس اسکات (اچ۱۳۱) (به انگلیسی: HMS Scott (H131)) یک کشتی است که طول آن ۱۳۱٫۱ متر (۴۳۰ فوت) می‌باشد. این کشتی در سال ۱۹۹۶ ساخته شد.